# New Providence FA Cup
La Coppa delle Bahamas (New Providence FA Cup) è il principale torneo calcistico ad eliminazione diretta organizzato dalla Federazione calcistica delle Bahamas. La vincitrice gioca la Supercoppa delle Bahamas (President's Cup) contro la vincitrice del campionato.
Dal 1995 al 2004 si è giocata contemporaneamente alla New Providence FA Cup anche la Grand Bahama FA Cup riservata alle squadre dell'isola di Grand Bahama.

## Albo d'oro
- 1982/83: Cavalier FC 3-0 Bears FC
- dal 1984 al 1999: non conosciuto
- 1999/00: Cavalier FC 6-4 (d.t.s.) Grasshoppers FC
- 2000/01: Cavalier FC 4-3 Coca Cola FC
- 2001/02: Khaki Superstars
- 2002/03: Bears FC
- 2003/04: Bears FC 1-1 (rig.) Caledonia FC
- 2004/05: non conosciuto
- 2005/06: Bears FC 9-3 Sharks FC
- 2006/07: Bears FC 2-1 United FC
- 2007/08: non conosciuto
- 2008/09: Caledonia FC 2-1 Bears FC
- 2010: Bears FC 4-0 Lyford Cay FC
- 2011: Bears FC 4-2 Dynamos